# Rådom
Rådom – miejscowość (småort) w Szwecji w gminie Sollefteå w regionie Västernorrland. Około 59 mieszkańców.